# Soziales Modell von Behinderung
Das soziale Modell von Behinderung oder die soziale Sicht auf Behinderung ist eine Reaktion auf das vorherrschende medizinische Modell von Behinderung. Im sozialen Modell von Behinderung wird die Gesellschaft als wichtigster Faktor betrachtet. Es werden systemische Barrieren identifiziert sowie negative Einstellungen und Ausgrenzungen.
Der Ursprung des Ansatzes kann in die 1960er Jahre zurückverfolgt werden, der spezifische Begriff entstand im Vereinigten Königreich in den 1980er Jahren.

## Geschichte
Das Konzept hinter dem Modell ist auf die Bürgerrechts-/Menschenrechtsbewegungen der 1960er Jahre zurückzuführen. Im Jahr 1975 schreibt die britische Organisation Union of the Physically Impaired Against Segregation UPIAS (Vereinigung der körperlich Beeinträchtigten gegen Segregation): „Aus unserer Sicht ist es die Gesellschaft, die körperlich beeinträchtigte Menschen behindert. Behinderung ist etwas Aufgezwungenes, zusätzlich zu unseren Beeinträchtigungen durch die Art, wie wir von der vollen Teilhabe an der Gesellschaft unnötigerweise isoliert und ausgeschlossen sind.“
Im Jahr 1983 prägte der behinderte Sozialwissenschaftler Michael Oliver den Ausdruck „soziales Modell von Behinderung“ in Bezug auf diese ideologische Entwicklung. Oliver konzentriert sich auf die Idee eines individuellen Modells (wovon das medizinische ein Teil war) gegenüber einem sozialen Modell, abgeleitet von der ursprünglichen Unterscheidung zwischen Beeinträchtigung und Behinderung durch die UPIAS.
Das „soziale Modell“ wurde erweitert und weiterentwickelt von Akademikern und Aktivisten in Großbritannien, den USA und anderen Ländern, und erweitert, um alle behinderten Menschen einzubeziehen, einschließlich derer, die Lernschwierigkeiten haben / Lernstörungen / oder die geistig Behinderten oder Menschen mit emotionalen, psychischen oder Verhaltensstörungen.
Oliver hatte nicht beabsichtigt, das „soziale Modell von Behinderung“ als eine allumfassende Lehre von Behinderung zu etablieren, eher als einen Ausgangspunkt der Wandlung der Sicht der Gesellschaft auf Behinderung.

## Komponenten und Verwendung

### Allgemeines
Ein wesentlicher Aspekt des sozialen Modells betrifft die Gleichstellung von Menschen mit einer bescheinigten (Schwer-)Behinderung mit solchen Menschen, denen diese nicht bescheinigt wurde. Der Kampf für die Gleichstellung wird oft mit den Kämpfen anderer sozial marginalisierter Gruppen verglichen. Gleiche Rechte heißt, Stärke zu geben, die Fähigkeit, Entscheidungen zu treffen, und die Möglichkeit, das Leben in vollen Zügen zu leben. Ein von Behindertenaktivisten wie auch von anderen Sozialaktivisten häufig verwendeter Ausdruck ist Nothing about us without us (Nichts über uns ohne uns).
Das soziale Modell von Behinderung konzentriert sich auf die erforderlichen Veränderungen in der Gesellschaft und in der Wirtschaft, vor allem in Form der Beseitigung von Barrieren, durch die als „behindert“ Etikettierte (und nicht nur sie) behindert werden bzw. sich selbst behindern (z. B. in Form eines unangebracht geringen Selbstbewusstseins). 
Diese könnten sein:
- Änderung von problematischen Einstellungen sowohl von Subjekten als auch von Objekten des Vorgangs des Behindert-Werdens, d. h. die Beseitigung mentaler Barrieren;
- (organisierte) soziale Unterstützung bei der Überwindung von Barrieren aller Art, vor allem durch Assistenz, auch durch positive Diskriminierung, zum Beispiel Bereitstellung eines „Buddys“, um einem Mitarbeiter mit Autismus die Arbeitskultur zu erklären;
- Abbau von Kommunikationsbarrieren, zum Beispiel mit geeigneten Formaten (z. B. Brailleschrift) oder Ebenen (z. B. Einfachheit der Sprache) oder Erläuterung von Themen, die für andere nicht als erläuterungsbedürftig erscheinen,
- Abbau phsysischer Barrieren, z. B. durch zusätzliche Gebäude- und Etagenzugänge als Alternative zu Treppen, oder Flexible Arbeitszeiten für Menschen mit (z. B.) circadianem Rhythmus, Schlafstörungen oder die Angst/Panikattacken im Berufsverkehr.[8]

Das soziale Modell von Behinderung impliziert, dass die Versuche, Menschen zu verändern, zu „reparieren“ oder „heilen“, als Konsequenz der „Diagnose Behinderung“, vor allem gegen den Willen des Patienten, diskriminierend und voreingenommen sein können. Diese Haltung, die aus einem medizinisch bzw. psychologisch begründeten Wertesystem stammt, kann sich dauerhaft schädlich auf das Selbstwertgefühl und die soziale Eingliederung der als „behindert“ markierten Menschen auswirken (indem z. B. – s. u. – allen Menschen mit einer amtlich bescheinigten Behinderung unterstellt wird, sie seien „Minderleister“).
Das soziale Modell impliziert, dass Praktiken wie die Eugenik in sozialen Werten und Voreingenommenheit begründet sind. „Mehr als 200.000 Menschen mit Behinderungen waren die ersten Opfer des Holocaust.“
1986 statuierte ein Artikel: „Es ist nicht von der Hand zu weisen, dass wir alle in die große metaphysische Kategorie Behinderte gehören. Der Effekt davon ist eine Depersonalisation, der umfassende Verlust unserer Individualität und Verweigerung unseres Rechts, als Menschen mit unseren eigenen Einzigartigkeit gesehen zu werden und nicht als anonyme Bestandteile einer Kategorie oder Gruppe. Diese pauschalisierenden Worte- ‚Behinderte‘, ‚Spina bifida‘, ‚Tetraplegie‘, ‚Muskeldystrophie‘ – sind nichts anderes als terminologische Mülltonnen, in die alles Wichtige über uns als Menschen hineingeworfen wird.“
Das soziale Modell von Behinderung basiert auf einer Unterscheidung zwischen den Begriffen Beeinträchtigung und Behinderung. Beeinträchtigung wird verwendet, um auf die tatsächlichen Attribute (oder das Fehlen von Attributen), auf die Anomalie einer Person hinzuweisen, sei es in Bezug auf die Gliedmaßen, Organe oder Mechanismen, einschließlich psychologischer Natur. Behinderung bezieht sich bei diesem Sprachgebrauch auf die Einschränkungen, verursacht durch die Gesellschaft, wenn es keine Angleichung an die Bedürfnisse von Menschen mit Beeinträchtigungen gibt. Das soziale Modell von Behinderung wird in sozialen Berufen und in der Lehrerbildung als wichtige Grundlage für das Modell von Behinderung gelehrt.
Strittig ist, ob man auf die Klage eines als „behindert“ Bezeichneten, er wolle nicht so genannt werden, konsequent mit Änderungen des Sprachgebrauchs reagieren sollte, wie es vor allem die Selbstvertretungs-Vereinigung Mensch zuerst – Netzwerk People First Deutschland fordert. Wenn es darum geht, sozialrechtliche Ansprüche (in Deutschland vor allem nach dem SGB IX) in Form von Nachteilsausgleichen geltend zu machen, ist die Anwendung juristischer Fachbegriffe unvermeidlich. Vor allem der Grad der Behinderung ist häufig Gegenstand juristischer Streitigkeiten. Von seiner Höhe hängt der Umfang der Nachteilsausgleiche ab, die einem amtlich als (schwer-)behindert anerkannten Menschen zugestanden werden – etwa die Nutzung von Behindertenparkplätzen.

### Relevanz des Modells in der Wirtschaft
Das soziale Modell bezieht sich auch auf die Wirtschaft. Es stellt fest, dass die Menschen auch durch das Fehlen von Mitteln, um ihre Bedürfnisse zu erfüllen, behindert werden können. Es behandelt Probleme wie die Unterschätzung des Potenzials der Menschen, zur Erwirtschaftung von materiellen Werten für die Gesellschaft beizutragen, wenn man ihnen die gleichen Rechte und gleichermaßen geeignete Einrichtungen und Möglichkeiten wie den anderen gewährt. Im Herbst 2001 (in der Regierungszeit Tony Blairs) stellte das britische Office for National Statistics fest, dass etwa ein Fünftel der Bevölkerung im erwerbsfähigen Alter behindert war. Einem Großteil der 7,1 Millionen Menschen mit Behinderungen im Vereinigten Königreich wurde im Kontext des Konzepts Aktivierender Sozialstaat unterstellt, zwar erwerbsfähig zu sein, aber nicht erwerbstätig werden zu wollen. Daher seien nur 29,8 Mio. Menschen im Vereinigten Königreich erwerbstätig. Nicht bereit, in den Arbeitsmarkt einzutreten, seien arbeitslose Menschen mit Behinderung u. a. wegen der Verringerung der Invalidenleistungen bei Arbeitsantritt, so dass es sich nicht lohne, eine Beschäftigung aufzunehmen. Ein dreigleisiger Ansatz wurde vorgeschlagen:
- „Anreize über das Steuer- und Leistungssystem, zum Beispiel durch den Steuerfreibetrag für Menschen mit Behinderung;
- Menschen wieder in Arbeit, zum Beispiel über den New Deal for Disabled People; und die
- Bekämpfung von Diskriminierung am Arbeitsplatz über die Antidiskriminierungspolitik. Zugrunde liegende Gesetze hierfür sind der Disability Discrimination Act (DDA) 1995 und die Disability Rights Commission.“[13]

In Deutschland benannten 2013 Ernst von Kardorff und Heike Ohlbrecht in ihrer für die Antidiskriminierungsstelle des Bundes erarbeiteten Expertise „Zugang zum allgemeinen Arbeitsmarkt für Menschen mit Behinderungen“ sowohl konkrete „strukturelle und verfahrensbedingte Barrieren“ als auch konkrete „mentale Barrieren“ als Quellen der Diskriminierung von Menschen mit Behinderung „beim Zugang zum und Verbleib […] auf dem Arbeitsmarkt“. Als besonders ärgerlich bewertete es die Bundesvereinigung der Deutschen Arbeitgeberverbände (BDA) – als konkretes Beispiel für eine „mentale Barriere“ –, dass es schwer sei, das Vorurteil, wonach „behindert gleich leistungsgemindert“ bedeute, in den Köpfen der Personalverantwortlichen in den Mitgliederbetrieben „aufzubrechen“.

### Konkrete Beispiele aus dem Leben Betroffener
Einige Gemeinschaften haben aktiv „Behandlungen“ widerstanden, um zum Beispiel ihre einzigartige Kultur oder eine Reihe von Fähigkeiten zu verteidigen. In der Gehörlosengemeinschaft wird die Gebärdensprache geschätzt, auch wenn die meisten Menschen es nicht wissen und einige Eltern sich gegen Cochlea-Implantate für gehörlose Kinder, die nicht zustimmen können, wehren.
Menschen, bei denen eine Autismus-Spektrum-Störung diagnostiziert wurde, können gegen die Bemühungen sein, sie zu ändern, damit sie so sind wie andere. Sie argumentieren für die Akzeptanz der neuronalen Verschiedenheit und für die Anpassung unterschiedlicher Anforderungen und Ziele.
Einige Menschen mit einer psychischen Störung argumentieren, dass sie einfach anders sind und nicht unbedingt einer Norm entsprechen. Das biopsychosoziale Modell von Krankheit/Behinderung ist ein holistischer Versuch von Praktikern an deren Adresse.

## Recht und Politik
Im Vereinigten Königreich, definiert der Disability Discrimination Act Behinderung aus medizinischer Sicht – Menschen mit Behinderung sind als Menschen mit bestimmten Voraussetzungen oder gewissen Einschränkungen definiert bezüglich ihrer Fähigkeit, „ganz normalen Alltagsaktivitäten“ auszuüben. Aber die Anforderungen an Arbeitgeber und Dienstleister bezüglich „angemessener Anpassungen“ an ihre Prozesse und Verfahren, oder physikalischen Aspekte der Bedingungen folgen dem sozialen Modell. Durch die Anpassungen der Arbeitgeber und Dienstleister werden entsprechend dem soziale Modell behindernde Barrieren abgebaut und so Behinderungen wirkungsvoll beseitigt.
Seit 2006, mit Änderung des Gesetzes sind örtliche Behörden und andere zur aktiven Förderung der Gleichstellung von Behinderten verpflichtet. Die Umsetzung erfolgte durch den Disability Equality Duty im Dezember 2006.
2010 wurde der Disability Discrimination Act (1995) zusammen mit anderen relevanten Antidiskriminierungsvorschriften im Equality Act 2010 verschmolzen. Dieses Gesetz erstreckt sich von Diskriminierung bis zu indirekter Diskriminierung. Zum Beispiel ist nun auch rechtswidrig, wenn ein Pfleger einer Person mit einer Behinderung diskriminiert wird. Ab Oktober 2010, nach Inkrafttreten des Gesetzes, ist es rechtswidrig für Arbeitgeber, während des Vorstellungsgesprächs Fragen zu Krankheit oder Behinderung zu stellen, es sei denn, es besteht die Notwendigkeit, in Vorbereitung auf das Gespräch angemessene Anpassungen vorzunehmen. Nach einem Jobangebot darf der Arbeitgeber dann rechtmäßig solche Fragen stellen. Das Gleichstellungsgesetz wurde auch erweitert auf den Schutz von trans Personen.
In den Vereinigten Staaten ist der Americans with Disabilities Act von 1990 ein weitreichendes Bürgerrechtsgesetz, das die Diskriminierung von Menschen mit Behinderungen verbietet. Es bietet einen ähnlichen Schutz vor Diskriminierung von Menschen mit Behinderungen wie der Civil Rights Act of 1964, der festlegt, dass Diskriminierung aufgrund von Rasse, Religion, Geschlecht, nationaler Herkunft und anderer Merkmale rechtswidrig ist. Einige spezifische Konditionen sind ausgeschlossen, wie Alkoholismus und Transgeschlechtlichkeit.
In Australien enthält der Bundes-Disability Discrimination Act 1992 eine allgemeine medizinische Definition, die alle Formen von medizinisch diagnostizierbaren Erkrankungen oder Funktionsstörungen, real oder kalkulatorisch, vorübergehende oder dauerhafte in Vergangenheit oder Gegenwart umfasst. Das australische Gesetz basiert lose auf dem US-ADA.
2007 definierte der Europäische Gerichtshof in dem Verfahren Chacon Navas gegen Eurest Colectividades SA Behinderung eng gemäß einer medizinischen Definition, die vorübergehende Krankheit ausschließt, unter Berücksichtigung der Richtlinie zur Schaffung eines allgemeinen Rahmens für die Verwirklichung der Gleichbehandlung in Beschäftigung und Beruf (Richtlinie 2000/78/EG). Die Richtlinie ist nicht für jede Definition von Behinderung geschaffen, ungeachtet des vorgelagerten politischen Diskurses über die Billigung des sozialen Modell von Behinderung in Dokumenten der EU. Dies ermöglichte es dem Gerichtshof, eine enge medizinische Definition anzuwenden.